# Два бійці
«Два бійці́» (рос. Два бойца) — художній фільм, знятий режисером Леонідом Луковим в умовах евакуації під час німецько-радянської війни у 1943 році.

## Сюжет
Легендарний військовий фільм за повістю Льва Славіна «Мої земляки», що розповідає про фронтову дружбу солдата Аркадія Дзюбина, безжурного, бідового хлопця з Одеси, і Саші Свинцова — «Саші з Уралмашу», сповненого гумором, добротою і таким розумінням солдатського життя, що картина користувалася успіхом довгі роки. «Два бійці» став першим фільмом, який стверджував загальну просту істину: на війні не тільки борються, на війні — живуть … Ленінградський фронт, де війна набула «осілого», окопного характеру і де паузи між боями стали поступово розтягуватися, давав особливу можливість уважно придивитися до своїх героїв у повсякденних обставинах бліндажів і землянок, прислухатися до їх простих розмов і жартів в період затишшя, та просто заглянути їм в очі.

## Знімальна група
- Автор сценарію: Євген Габрилович
- Режисер: Леонід Луков
- Оператор: Олександр Гінцбург
- Художник: Володимир Каплуновський
- Композитор: Микита Богословський
- Автор віршів: Володимир Агатов
- Звук: Арнольд Шаргородський

## Актори
- Марк Бернес — Аркадій Дзюбін
- Борис Андрєєв — Саша Свинцов
- Віра Шершньова — Тася
- Лаврентій Масоха — Окуліта
- Іван Кузнецов — Галанін
- Яніна Жеймо — медсестра
- Максим Штраух — професор
- Еммануїл Геллер
- Степан Крилов — майор Рудой
- Андрій Сова — артилерист
- Олексій Попов
- Опанас Бєлов
- Нестерова Ліза — дівчинка в епізоді
- Еммануїл Геллер — матрос, (немає в титрах)

## Пісні
Пісні «Темна ніч» та «Шаланди, повні кефалі» (музика Микити Богословського, вірші Володимира Агатова), виконані у фільмі Марком Бернесом, набули широкої популярності.